# GM New Look
GM New Look, známý také pod názvem „akvárium”, je model autobusů vyráběný od roku 1959 do roku 1987 firmou General Motors. Bylo vyrobeno více než 44 000 těchto autobusů. Autobus se svým vzhledem stal kultovním znakem Severní Ameriky. Jeho design je uveden pod značkou US Patent D182, 998. Jehož tvůrci jsou Roland E. Gegoux a William P. Strong.